# Hemming de Danemark
Pour les articles homonymes, voir Hemming.
Hemming de Danemark est un aristocrate danois du début du IXe siècle, roi des Danois de 810 à 812.

## Biographie
Saxo Grammaticus dans sa Geste des Danois avoue son ignorance sur ce roi :
« Je n'ai trouvé ni faits ni gestes qui méritent d'être rapportés, si ce n'est la paix qu'il conclut sous le sceau du serment avec l'empereur Lodowicus »
— Saxo Grammaticus Traduction française de la Geste des Danois (Gesta Danorum, livres I à IX) par Jean-Pierre Troadec présenté par François-Xavier Dillmann; collection L'aube des peuples Gallimard Paris (1995)   (ISBN 2-07-072903-6). Livre IX chapitre II p.387
Les actions d'Hemming sont effectivement uniquement connues que par le biais des Annales regni Francorum et de leurs continuateurs. Il est par son père le neveu du roi Godfred de Danemark et il devient roi après l'assassinat de Godfred en 810,.
Dès 811, il fait la paix avec Charlemagne. Mais, la rigueur de l’hiver ayant rompu toutes voies de communication entre les deux parties, on observe la paix jurée sans déposer les armes. Dès le retour du printemps, douze chefs des deux nations se rencontrent sur l’Eyder pour confirmer la paix. Les négociateur sont, pour les Francs les comtes Wala fils de Bernard, Burchard, Unroch (Unruoch), Uodon, Bernard, Egbert, Théodoric, Abbo, Ostdog et Wigman (Wichmann) et pour les Danois : les deux frères d’Hemming, Hancwine (Håkon?) et Agandéon (Angantyr), Osfrid Turdinolo, Warsten, Swomi, Urm, un autre Osfrid, fils d’Heiligon, Osfrid de Sconowo, Hebbi et Aowin.
Vers le milieu de novembre, deux des députés d’Hemming, Aowin et Hebbi, se rendent à Aix-la-Chapelle pour apporter à Charlemagne de la part de leur roi des présents et des promesses de paix.
Peu de temps après on annonce la mort du roi Hemming dans des circonstances inconnues (peut-être tué au cours d'une guerre civile) et son remplacement par Siegfried, autre neveu de Godfried et par Anulo, « nepos » c'est-à-dire neveu ou petit-fils du roi Harald. Sa mort mène à une crise de succession dans laquelle deux prétendants s'affrontent.